# Махарадзе, Борис Малхазович
Борис Малхазович Махарадзе (8 ноября 1990 года; Батуми, Аджарская АССР, Грузинская ССР, СССР) — грузинский футболист, выступающий на позиции защитника.

## Биография
Отец — Малхаз Махарадзе (1963—2024) — футболист, известный игрок тбилисского «Динамо» в середине 1980-х годов. Брат Каха Махарадзе (род. 1987) — футболист, игрок сборной Грузии и ташкентского «Локомотива».
Начинал карьеру в 2006 году в составе батумского «Динамо (Батуми)». В 2009 году перешёл в тбилисский «Локомотива», выступал за данный клуб до 2012 года. В том году вернулся в батумское «Динамо», а с 2016 года снова стал игроком столичного «Локомотива». В 2017 году играл за «Шакуру» и батумское «Динамо». С 2018 года в «Колхети-1913».